# KAB-500

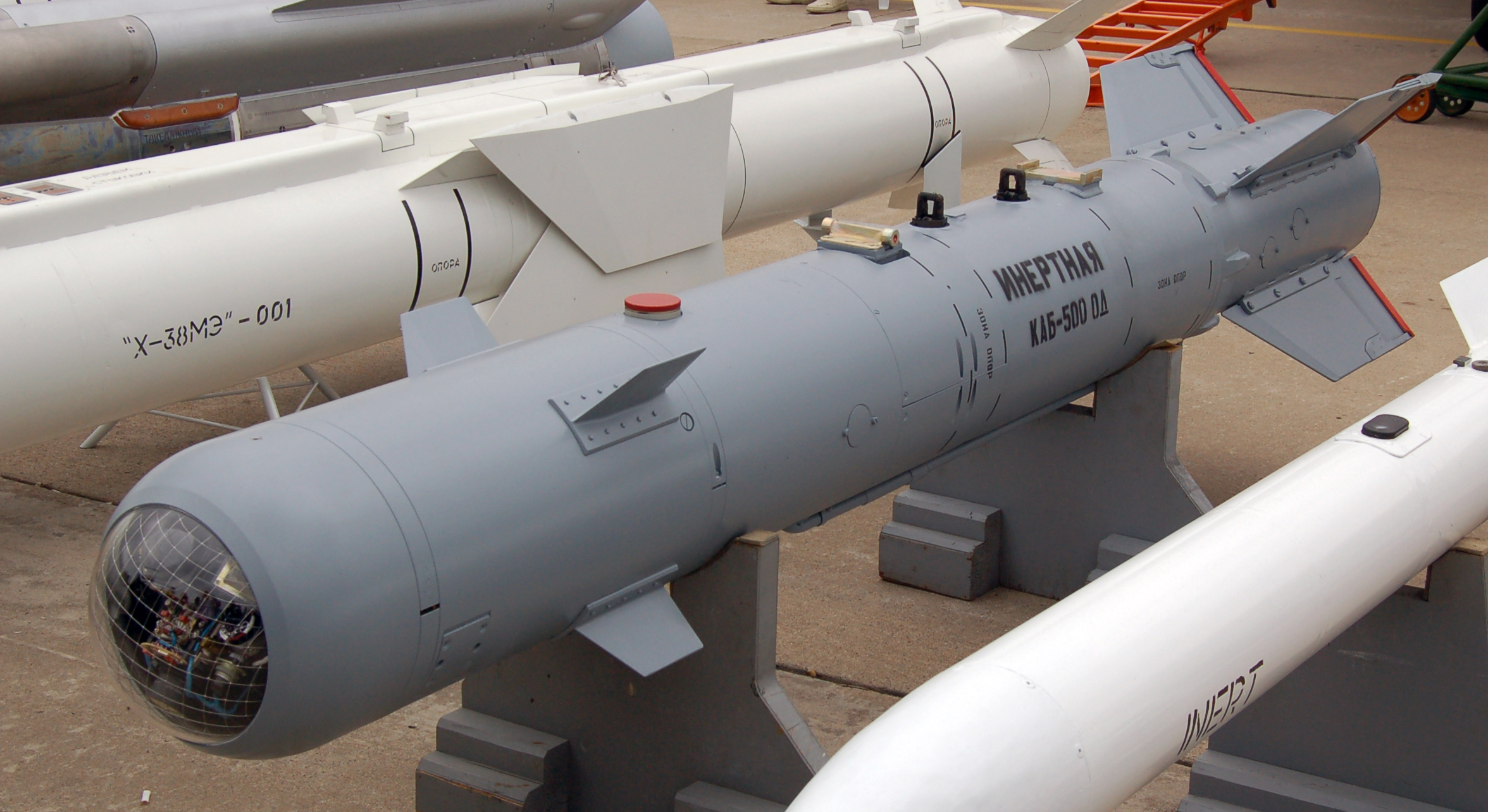
KAB-500-OD na MAKS-2009.

KAB-500L é uma família de armas guiadas de precisão russa que vem em quatro versões:
- KAB-500KR bomba guiada por TV
- KAB-500L bomba guiada a laser
- KAB-500OD bomba guiada por TV
- KAB-500S-E Bomba guiada por satélite